# Sevreška mirovna pogodba
Sevreška mirovna pogodba je mednarodna pogodba, ki so jo dne 10. avgusta 1920 v francoskem mestu Sèvres podpisale premagana Osmanska država na eni in predstavniki antante na drugi strani.
Novonastala turška nacionalna država je po določilih od ozemelj nekdanjega osmanskega imperija izgubila vsa ozemlja, ki danes pripadajo arabskim državam in tudi velik del ozemelj današnje Turčije. Večina preostalih ozemelj je sodila v posebne interesne cone Italije, Združenega kraljestva in Francije, kar je Turčijo praktično postavljalo v polkolonialni položaj. Interesne cone so si te države skrivoma pričele razdeljevati že leta 1915.
Sultan Mehmed VI. je podprl sprejem pogodbe, ker se je ta čas boril za oblast z uporniškimi elementi znotraj države – vzporedna vlada turškega nacionalnega gibanja pod vodstvom Mustafe Kemala Atatürka je dejansko že nadzorovala večino turškega ozemlja. Upal je, da bo na ta način lažje ponovno vzpostavil nadzor, nato pa bi poskušal doseči revizijo pogodbenih določil.
Pogodba ni nikoli postala veljaven mednarodnopravni akt, saj je ni ratificirala nobena od podpisnic. Po zmagi Kemalovih čet nad grško vojsko v Mali Aziji so se pričela nova pogajanja, ki so se končala s podpisom Lausannskega sporazuma leta 1923. Ta je bil za Turke bistveno ugodnejši, saj so dobili skoraj vsa zahtevana ozemlja, s tem pa Turčija današnji obseg.